# James Gammon
Richard Gammon (20 de abril de 1940 - 16 de julio de 2010) fue un actor y artista estadounidense. Era conocido por su papel como Ulysses S. Grant en Lincoln, Wyatt Earp como Mr. Sutherland, y como Lou Brown Major League.
Gammon nació el 20 de abril de 1940 en Newman, Illinois. Gammon estuvo casado con Nancy Jane Kapusta desde 1972 hasta su muerte en 2010. Gammon murió el 16 de julio de 2010 de cáncer de hígado en Costa Mesa, California, a la edad de 70 años.